# Villelongue-de-la-Salanque
Villelongue-de-la-Salanque  est une commune française située dans le nord-est du département des Pyrénées-Orientales, en région Occitanie. Ses habitants sont appelés les Villelonguets. La graphie Villelongais est incorrecte et se rapporte aux habitants d'une autre commune (Villelongue-dels-Monts). Sur le plan historique et culturel, la commune est dans le Roussillon, une ancienne province du royaume de France, qui a existé de 1659 jusqu'en 1790 et qui recouvrait les trois vigueries du Roussillon, du Conflent et de Cerdagne.
Exposée à un climat méditerranéen, elle est drainée par la Têt et par deux autres cours d'eau.
Villelongue-de-la-Salanque est une commune rurale qui compte 3 318 habitants en 2022, après avoir connu une forte hausse de la population depuis 1962. Elle est dans l'agglomération de Villelongue-de-la-Salanque et fait partie de l'aire d'attraction de Perpignan. Ses habitants sont appelés les Villelonguets ou  Villelonguettes.
Ce village est situé dans le « pays » (comarca) du Roussillon. Son nom catalan est Vilallonga de la Salanca et ses habitants sont appelés en catalan des Vilallonguets. La commune est devenue au cours des dernières années la banlieue de la deuxième couronne de Perpignan et s'est urbanisée.

## Géographie

### Localisation
La commune de Villelongue-de-la-Salanque se trouve dans le département des Pyrénées-Orientales, en région Occitanie.
Elle se situe à 8 km à vol d'oiseau de Perpignan, préfecture du département
La commune fait en outre partie du bassin de vie de Canet-en-Roussillon.
Les communes les plus proches sont : 
Sainte-Marie-la-Mer (2,7 km), Canet-en-Roussillon (3,1 km), Torreilles (3,1 km), Bompas (4,2 km), Claira (4,3 km), Saint-Laurent-de-la-Salanque (5,1 km), Pia (5,5 km), Cabestany (6,3 km).
Sur le plan historique et culturel, Villelongue-de-la-Salanque fait partie de l'ancienne province du royaume de France, le Roussillon, qui a existé de 1659 jusqu'à la création du département des Pyrénées-Orientales en 1790 et qui recouvrait les trois vigueries du Roussillon, du Conflent et de Cerdagne.
| Claira | Torreilles                 |                     |
| Bompas | Villelongue-de-la-Salanque | Sainte-Marie-la-Mer |
|        | Perpignan                  | Canet-en-Roussillon |

La ville la plus proche est Perpignan, à 9 km de distance.

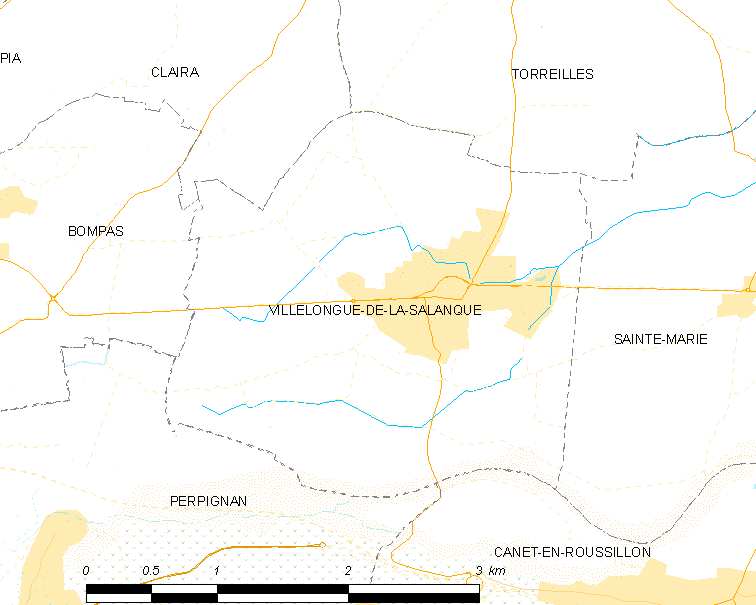
Situation de la commune.

### Géologie et relief
L'altitude du village est de 8 mètres.
La commune est classée en zone de sismicité 3, correspondant à une sismicité modérée.

### Climat
Pour des articles plus généraux, voir Climat de l'Occitanie et Climat des Pyrénées-Orientales.
En 2010, le climat de la commune est de type climat méditerranéen franc, selon une étude du CNRS s'appuyant sur une série de données couvrant la période 1971-2000. En 2020, Météo-France publie une typologie des climats de la France métropolitaine dans laquelle la commune est exposée à un climat méditerranéen et est dans la région climatique Provence, Languedoc-Roussillon, caractérisée par une pluviométrie faible en été, un très bon ensoleillement (2 600 h/an), un été chaud (21,5 °C), un air très sec en été, sec en toutes saisons, des vents forts (fréquence de 40 à 50 % de vents > 5 m/s) et peu de brouillards.
Pour la période 1971-2000, la température annuelle moyenne est de 15,1 °C, avec une amplitude thermique annuelle de 15,3 °C. Le cumul annuel moyen de précipitations est de 603 mm, avec 5,3 jours de précipitations en janvier et 2,4 jours en juillet. Pour la période 1991-2020, la température moyenne annuelle observée sur la station météorologique la plus proche, située sur la commune de Canet-en-Roussillon à 3 km à vol d'oiseau, est de 15,9 °C et le cumul annuel moyen de précipitations est de 658,3 mm,. Pour l'avenir, les paramètres climatiques de la commune estimés pour 2050 selon différents scénarios d’émission de gaz à effet de serre sont consultables sur un site dédié publié par Météo-France en novembre 2022.

### Milieux naturels et biodiversité
Aucun espace naturel présentant un intérêt patrimonial n'est recensé sur la commune dans l'inventaire national du patrimoine naturel,,.

## Urbanisme

### Typologie
Au 1er janvier 2024, Villelongue-de-la-Salanque est catégorisée bourg rural, selon la nouvelle grille communale de densité à sept niveaux définie par l'Insee en 2022.
Elle appartient à l'unité urbaine de Villelongue-de-la-Salanque, une unité urbaine monocommunale constituant une ville isolée,. Par ailleurs la commune fait partie de l'aire d'attraction de Perpignan, dont elle est une commune de la couronne,. Cette aire, qui regroupe 118 communes, est catégorisée dans les aires de 200 000 à moins de 700 000 habitants,.

### Occupation des sols
L'occupation des sols de la commune, telle qu'elle ressort de la base de données européenne d’occupation biophysique des sols Corine Land Cover (CLC), est marquée par l'importance des territoires agricoles (85,7 % en 2018), en diminution par rapport à 1990 (89,8 %). La répartition détaillée en 2018 est la suivante : 
zones agricoles hétérogènes (85,7 %), zones urbanisées (14,3 %). L'évolution de l’occupation des sols de la commune et de ses infrastructures peut être observée sur les différentes représentations cartographiques du territoire : la carte de Cassini (XVIIIe siècle), la carte d'état-major (1820-1866) et les cartes ou photos aériennes de l'IGN pour la période actuelle (1950 à aujourd'hui).

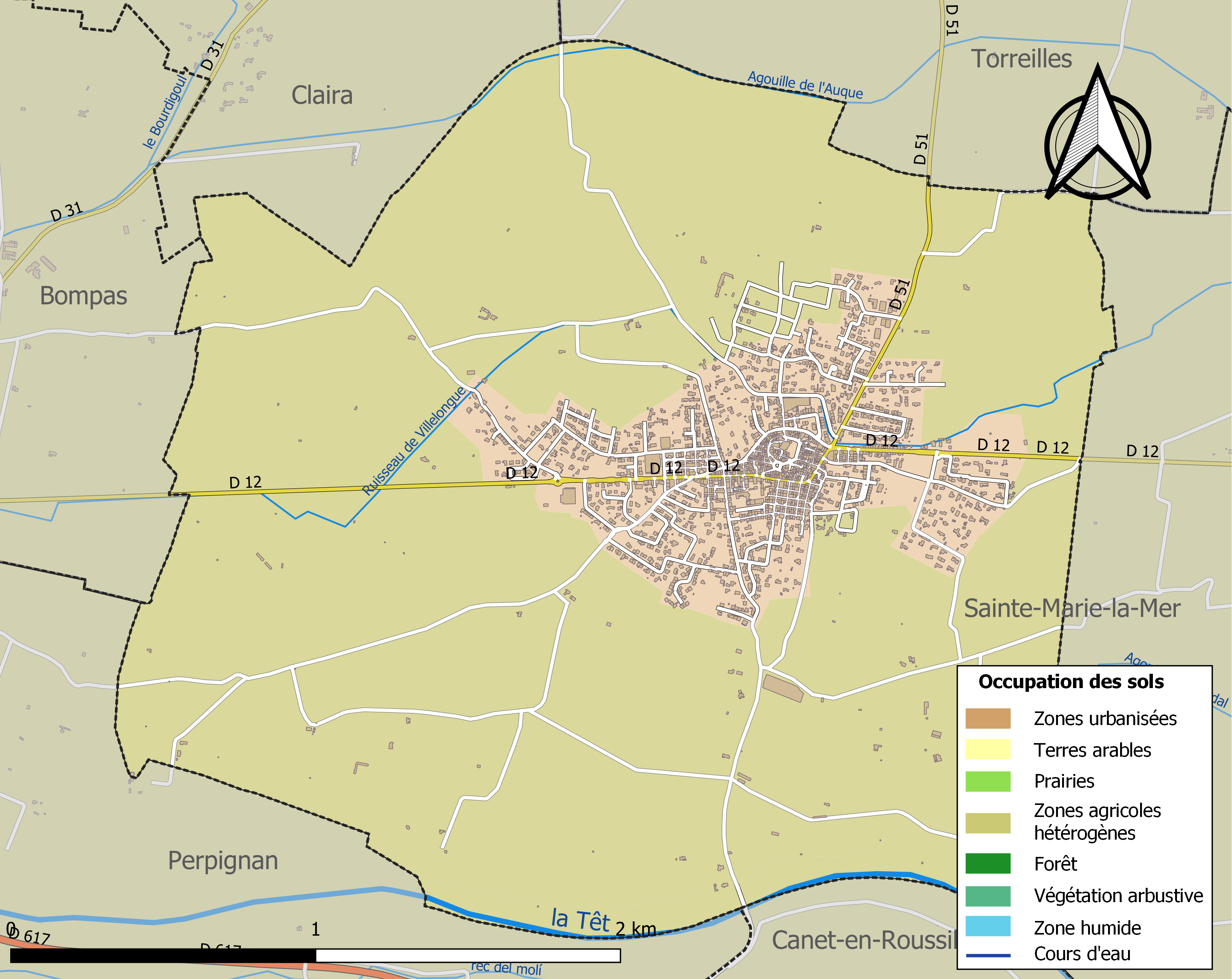
Carte des infrastructures et de l'occupation des sols de la commune en 2018 (CLC).

### Voies de communication et transports
La ligne 5 du réseau urbain Sankéo relie la commune à la gare de Perpignan depuis Sainte-Marie-la-Mer.

### Risques majeurs
Le territoire de la commune de Villelongue-de-la-Salanque est vulnérable à différents aléas naturels : inondations, climatiques (grand froid ou canicule), mouvements de terrains et séisme (sismicité modérée). Il est également exposé à un risque technologique, la rupture d'un barrage,.

#### Risques naturels
Certaines parties du territoire communal sont susceptibles d’être affectées par le risque d’inondation par crue torrentielle de cours d'eau du bassin de la Têt. La commune fait partie du territoire à risques importants d'inondation (TRI) de Perpignan-Saint-Cyprien, regroupant 43 communes du bassin de vie de l'agglomération perpignanaise, un des 31 TRI qui ont été arrêtés le 12 décembre 2012 sur le bassin Rhône-Méditerranée. Des cartes des surfaces inondables ont été établies pour trois scénarios : fréquent (crue de temps de retour de 10 ans à 30 ans), moyen (temps de retour de 100 ans à 300 ans) et extrême (temps de retour de l'ordre de 1 000 ans, qui met en défaut tout système de protection),.
Les mouvements de terrains susceptibles de se produire sur la commune sont liés au retrait-gonflement des argiles. Une cartographie nationale de l'aléa retrait-gonflement des argiles permet de connaître les sols argileux ou marneux susceptibles vis-à-vis de ce phénomène.
Ces risques naturels sont pris en compte dans l'aménagement du territoire de la commune par le biais d'un plan de prévention des risques inondations.

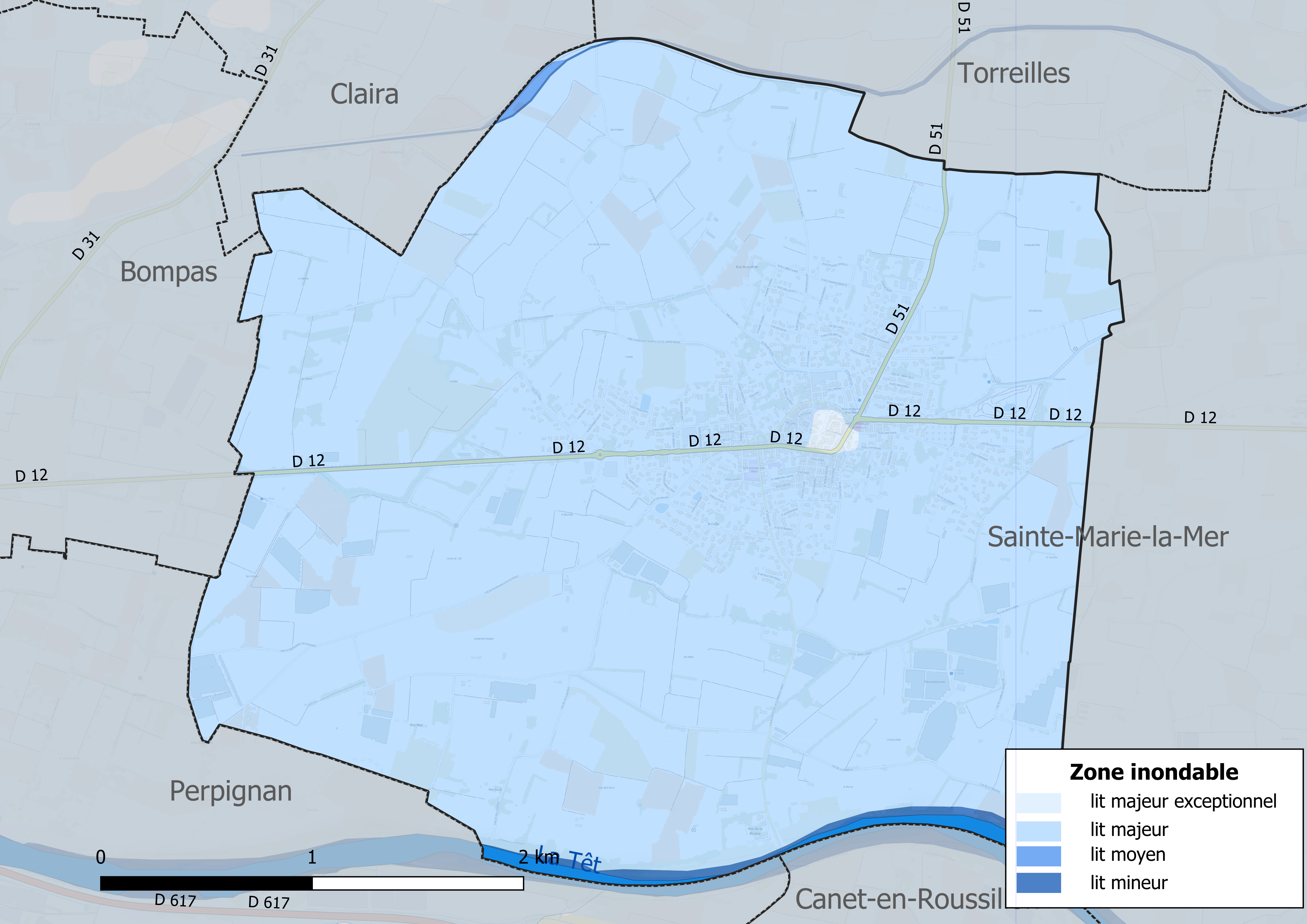
Carte des zones inondables.
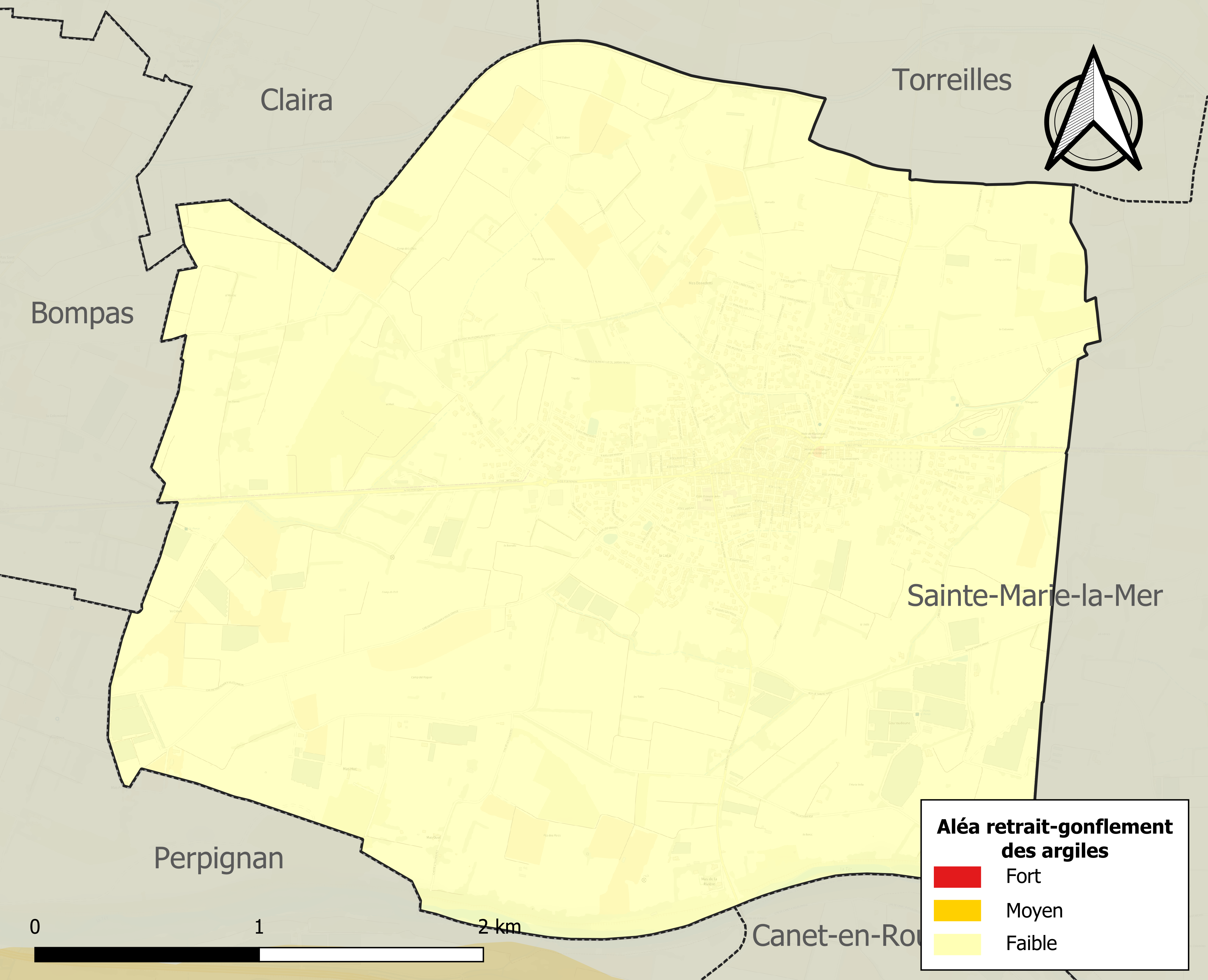
Carte des zones d'aléa retrait-gonflement des argiles.

#### Risques technologiques
Dans le département des Pyrénées-Orientales, on dénombre sept grands barrages susceptibles d’occasionner des dégâts en cas de rupture. La commune fait partie des 66 communes susceptibles d’être touchées par l’onde de submersion consécutive à la rupture d’un de ces barrages, le barrage de Caramany sur l'Agly ou les barrages des Bouillouses et de Vinça sur la Têt.

## Toponymie
En catalan, le nom de la commune est Vilallonga de la Salanca.

## Histoire
Villelongue-de-la-Salanque est une ancienne commune médiévale puisqu'on retrouve la trace du nom de « Villa longa » en 934. Le nom Salanque a été joint au nom de la commune au XIVe siècle et surtout dès le XVIIe siècle.
Le lieu est mentionné en 981 dans un précepte du roi Lothaire en faveur de l'abbaye de Saint-Génis-des-Fontaines, qui y possédait un alleu « à Villelongue sur le fleuve Têt ». Par la suite, une famille de Vilallonga semble avoir détenu la seigneurie dès le XIe siècle et sans doute jusque dans le courant du XIIe siècle.
La commune est construite en colimaçon autour de son église et des fortifications sont apparues au XIVe siècle.
Un seigneur de Villelongue est présent en 1319. Le majordome du roi de Majorque Pierre de Bellcastell reçoit des droits de justice sur Villelongue de la Salanque et son fils François est le premier seigneur dont on a une preuve formelle. Au cours du temps, le village a appartenu à l'Espagne comme en 1375 où il s'était rallié au royaume d’Aragon.
Au XVe siècle, la Famille Oms remplace la seigneurie de Villelongue.
Villelongue-de-la-Salanque est occupée par Louis XI en 1477 et par les troupes françaises en 1564.
En août 1653, le roi de France Louis XIV confisque les terres du seigneur et les donna au comte de Noailles en mars 1656 pour servir à l'entretien de la garnison de Perpignan.
En 1906, la querelle des inventaires provoque à Villelongue-de-la-Salanque d'importantes émeutes nécessitant l'intervention en ville des gendarmes, de deux compagnies du 100e de ligne et d'une compagnie du 24e régiment d'infanterie coloniale. Il est nécessaire de détruire la porte de l'église à la hache et de venir à bout d'un incendie de soufre allumé à l'intérieur par les fidèles ayant eu pour effet d'intoxiquer à la fois les forces de l'ordre et les manifestants. L'inventaire ne peut ensuite pas avoir lieu, le mobilier de l'église ayant été dissimulé au préalable dans les environs.

## Politique et administration

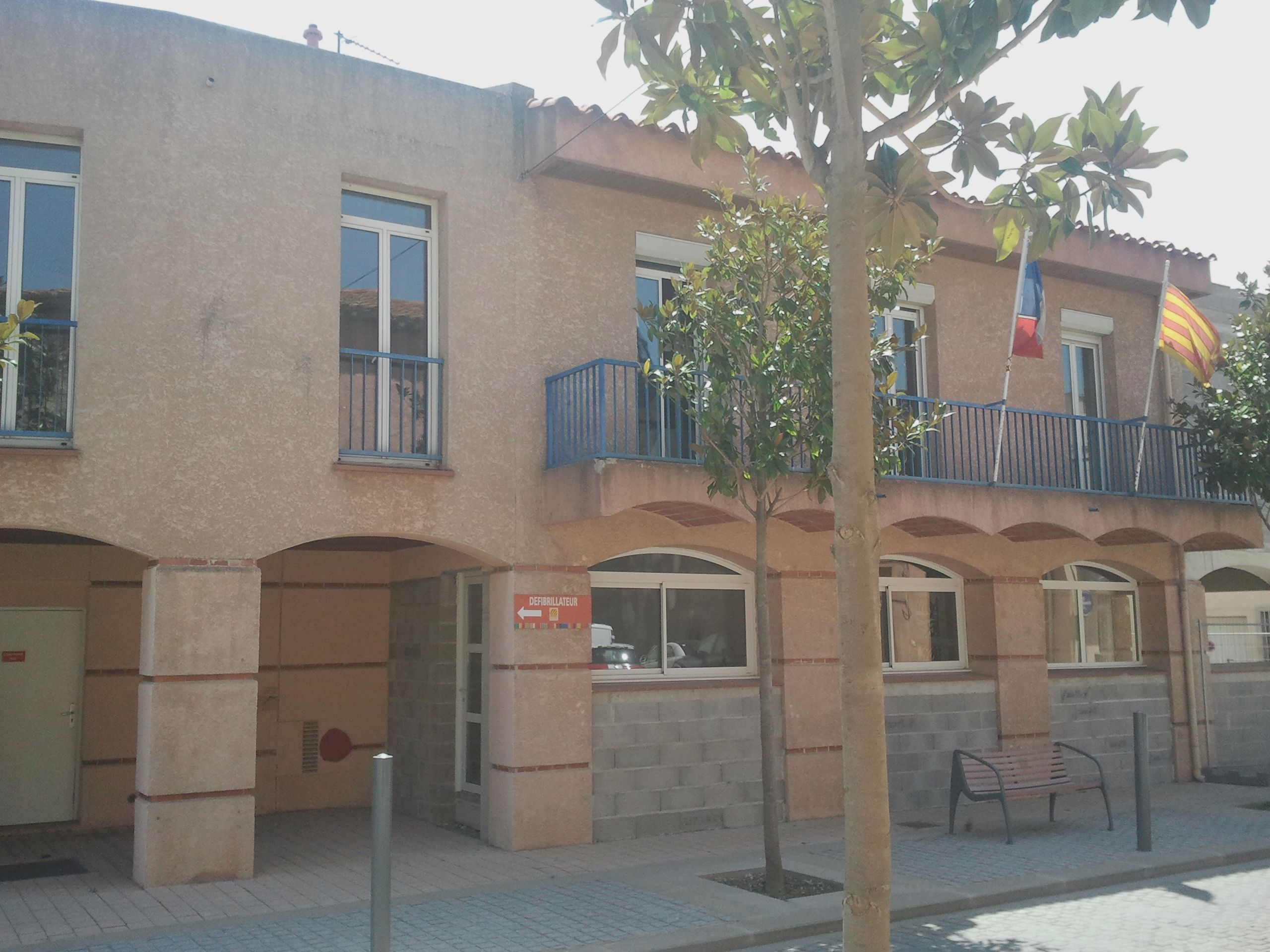
La mairie de Villelongue-de-la-Salanque

### Liste des maires
| Période        | Période        | Identité                    | Étiquette | Qualité         |
| -------------- | -------------- | --------------------------- | --------- | --------------- |
| 1944           | 1955           | Aristide Martre             |           |                 |
| 1955           | mars 1959      | Justin Riu                  |           |                 |
| mars 1959      | mars 1983      | Émile Cortale dit « Milou » |           |                 |
| mars 1983      | mars 1989      | René Macabies               |           |                 |
| mars 1989      | mars 2008      | Germain Vignau              | DVD       |                 |
| mars 2008      | 4 juillet 2020 | José Lloret                 | DVD       | Cadre supérieur |
| 4 juillet 2020 | En cours       | Whueymar Deffradas          | SE        |                 |

## Population et société

### Démographie ancienne
La population est exprimée en nombre de feux (f) ou d'habitants (H).
| 1378 | 1515 | 1553 | 1643 | 1709 | 1720 | 1730 | 1755  | 1767  |
| ---- | ---- | ---- | ---- | ---- | ---- | ---- | ----- | ----- |
| 31 f | 59 f | 17 f | 22 f | 70 f | 81 f | 73 f | 118 f | 327 H |

| 1774 | 1789  | 1790  | - | - | - | - | - | - |
| ---- | ----- | ----- | - | - | - | - | - | - |
| 73 f | 102 f | 342 H | - | - | - | - | - | - |

Note :
- 1553 : un autre relevé donne 36 f.

### Démographie contemporaine
L'évolution du nombre d'habitants est connue à travers les recensements de la population effectués dans la commune depuis 1793. Pour les communes de moins de 10 000 habitants, une enquête de recensement portant sur toute la population est réalisée tous les cinq ans, les populations de référence des années intermédiaires étant quant à elles estimées par interpolation ou extrapolation. Pour la commune, le premier recensement exhaustif entrant dans le cadre du nouveau dispositif a été réalisé en 2007.

En 2022, la commune comptait 3 318 habitants, en évolution de +1,53 % par rapport à 2016 (Pyrénées-Orientales : +3,92 %, France hors Mayotte : +2,11 %).
| 1793 | 1800 | 1806 | 1821 | 1831 | 1836 | 1841 | 1846 | 1851 |
| ---- | ---- | ---- | ---- | ---- | ---- | ---- | ---- | ---- |
| 446  | 456  | 514  | 605  | 571  | 581  | 627  | 780  | 889  |

| 1856 | 1861 | 1866 | 1872 | 1876  | 1881  | 1886  | 1891  | 1896  |
| ---- | ---- | ---- | ---- | ----- | ----- | ----- | ----- | ----- |
| 859  | 816  | 903  | 972  | 1 005 | 1 041 | 1 093 | 1 145 | 1 194 |

| 1901  | 1906  | 1911  | 1921  | 1926  | 1931  | 1936  | 1946  | 1954  |
| ----- | ----- | ----- | ----- | ----- | ----- | ----- | ----- | ----- |
| 1 244 | 1 304 | 1 284 | 1 298 | 1 279 | 1 390 | 1 375 | 1 282 | 1 406 |

| 1962  | 1968  | 1975  | 1982  | 1990  | 1999  | 2006  | 2007  | 2012  |
| ----- | ----- | ----- | ----- | ----- | ----- | ----- | ----- | ----- |
| 1 540 | 1 642 | 1 548 | 2 027 | 2 139 | 2 461 | 2 856 | 2 912 | 3 229 |

| 2017  | 2022  | - | - | - | - | - | - | - |
| ----- | ----- | - | - | - | - | - | - | - |
| 3 254 | 3 318 | - | - | - | - | - | - | - |

| selon la population municipale des années : | 1968 | 1975 | 1982 | 1990 | 1999 | 2006 | 2009 | 2013 |
| Rang de la commune dans le département      | 32   | 39   | 34   | 37   | 39   | 37   | 37   | 36   |
| Nombre de communes du département           | 232  | 217  | 220  | 225  | 226  | 226  | 226  | 226  |

### Enseignement
Il y a sur la commune 2 établissements scolaires:
- l'école maternelle Jean de La Fontaine
- l'école primaire Jules Ferry

### Manifestations culturelles et festivités
- Fête patronale : 16 janvier[38].

### Santé
Il y a à Villelongue-de-la-Salanque un médecin généraliste, un chirurgien-dentiste et une pharmacie.

### Sports
Équipements
La commune dispose des équipements sportifs suivants :
- un court de tennis ;
- un parcours sportif/santé ;
- une salle polyvalente ;
- un terrain de rugby ;
- un terrain de football.

Événements
Au mois d'avril a lieu une course pédestre hors stade de 10 km, nommée la course de l'artichaut ou "Carxofa". Cette course fait partie du calendrier des courses hors stade du département des Pyrénées-Orientales. Elle a lieu au mois d'avril. La particularité de cette course, qui existe depuis 1996, est que chaque coureur inscrit à la compétition, repart avec des artichauts et des légumes du village.

## Économie

### Revenus
En 2018, la commune compte 1 341 ménages fiscaux, regroupant 3 268 personnes. La médiane du revenu disponible par unité de consommation est de 19 930 € (19 350 € dans le département). 45 % des ménages fiscaux sont imposés (42,1 % dans le département).

### Emploi
|                | 2008   | 2013   | 2018   |
| -------------- | ------ | ------ | ------ |
| Commune        | 8,9 %  | 10,5 % | 12 %   |
| Département    | 10,3 % | 12,9 % | 13,3 % |
| France entière | 8,3 %  | 10 %   | 10 %   |

En 2018, la population âgée de 15 à 64 ans s'élève à 1 965 personnes, parmi lesquelles on compte 74,6 % d'actifs (62,6 % ayant un emploi et 12 % de chômeurs) et 25,4 % d'inactifs,. Depuis 2008, le taux de chômage communal (au sens du recensement) des 15-64 ans est inférieur à celui du département, mais supérieur à celui de la France.
La commune fait partie de la couronne de l'aire d'attraction de Perpignan, du fait qu'au moins 15 % des actifs travaillent dans le pôle,. Elle compte 428 emplois en 2018, contre 381 en 2013 et 379 en 2008. Le nombre d'actifs ayant un emploi résidant dans la commune est de 1 240, soit un indicateur de concentration d'emploi de 34,5 % et un taux d'activité parmi les 15 ans ou plus de 55,9 %.
Sur ces 1 240 actifs de 15 ans ou plus ayant un emploi, 304 travaillent dans la commune, soit 25 % des habitants. Pour se rendre au travail, 87,7 % des habitants utilisent un véhicule personnel ou de fonction à quatre roues, 2,4 % les transports en commun, 6,9 % s'y rendent en deux-roues, à vélo ou à pied et 2,9 % n'ont pas besoin de transport (travail au domicile).

### Activités hors agriculture

#### Secteurs d'activités
209 établissements sont implantés  à Villelongue-de-la-Salanque au 31 décembre 2019. Le tableau ci-dessous en détaille le nombre par secteur d'activité et compare les ratios avec ceux du département,.
| Secteur d'activité                                                                                        | Commune | Commune | Département |
| Secteur d'activité                                                                                        | Nombre  | %       | %           |
| --- | ------- | ------- | ----------- |
| Ensemble                                                                                                  | 209     | 100 %   | (100 %)     |
| Industrie manufacturière, industries extractives et autres                                                | 16      | 7,7 %   | (8,7 %)     |
| Construction                                                                                              | 46      | 22 %    | (14,3 %)    |
| Commerce de gros et de détail, transports, hébergement et restauration                                    | 42      | 20,1 %  | (30,5 %)    |
| Information et communication                                                                              | 3       | 1,4 %   | (1,9 %)     |
| Activités financières et d'assurance                                                                      | 3       | 1,4 %   | (3 %)       |
| Activités immobilières                                                                                    | 14      | 6,7 %   | (6,2 %)     |
| Activités spécialisées, scientifiques et techniques et activités de services administratifs et de soutien | 34      | 16,3 %  | (13 %)      |
| Administration publique, enseignement, santé humaine et action sociale                                    | 29      | 13,9 %  | (13,9 %)    |
| Autres activités de services                                                                              | 22      | 10,5 %  | (8,5 %)     |

Le secteur de la construction est prépondérant sur la commune puisqu'il représente 22 % du nombre total d'établissements de la commune (46 sur les 209 entreprises implantées  à Villelongue-de-la-Salanque), contre 14,3 % au niveau départemental.

#### Entreprises et commerces
Les cinq entreprises ayant leur siège social sur le territoire communal qui génèrent le plus de chiffre d'affaires en 2020 sont : 
- Soc Gestion Ctre Interpretation - Sogecie, gestion des sites et monuments historiques et des attractions touristiques similaires (1 429 k€)
- NF Renov 66, travaux de maçonnerie générale et gros œuvre de bâtiment (254 k€)
- Hestia, aide à domicile (168 k€)
- Vaquette, boulangerie et boulangerie-pâtisserie (144 k€)
- SAS Laura Tarbouriech, location de terrains et d'autres biens immobiliers (95 k€)

### Agriculture
La commune est dans la « plaine du Roussillon », une petite région agricole occupant la bande côtière et une grande partie centrale du département des Pyrénées-Orientales. En 2020, l'orientation technico-économique de l'agriculture  sur la commune est la culture de fleurs et/ou horticulture diverse.
|               | 1988 | 2000 | 2010 | 2020 |
| ------------- | ---- | ---- | ---- | ---- |
| Exploitations | 170  | 112  | 53   | 34   |
| SAU (ha)      | 755  | 556  | 257  | 163  |

Le nombre d'exploitations agricoles en activité et ayant leur siège dans la commune est passé de 170 lors du recensement agricole de 1988  à 112 en 2000 puis à 53 en 2010 et enfin à 34 en 2020, soit une baisse de 80 % en 32 ans. Le même mouvement est observé à l'échelle du département qui a perdu pendant cette période 73 % de ses exploitations,. La surface agricole utilisée sur la commune a également diminué, passant de 755 ha en 1988 à 163 ha en 2020. Parallèlement la surface agricole utilisée moyenne par exploitation a augmenté, passant de 4 à 5 ha.
L'activité de la commune est orientée sur la culture des fruits (abricotiers notamment) et légumes dont plus spécialement l’artichaut. À l'origine, la terre était davantage utilisée pour la vigne qui a peu à peu a été en partie remplacée par les cultures maraîchères.

## Culture locale et patrimoine

### Monuments et lieux touristiques
- El Portalet (en cours de rénovation)[Quand ?].
- L'église Saint-Marcel de Villelongue-de-la-Salanque, en partie romane et à tour carrée.

Elle a été construite au XIIe siècle sous la forme d’une forteresse avec l'autorisation du roi d'Aragon Pierre Ier. Son clocher date de 1508. Elle contient deux monuments funéraires de 1324 et de 1449 inscrits aux monuments historiques. Reconstruite au XIXe siècle dans un style du XVe siècle, elle est consacrée le 1er juin 1878 par Mgr Caraguel, évêque de Perpignan.
- La chapelle Saint-Sébastien de Villelongue-de-la-Salanque.

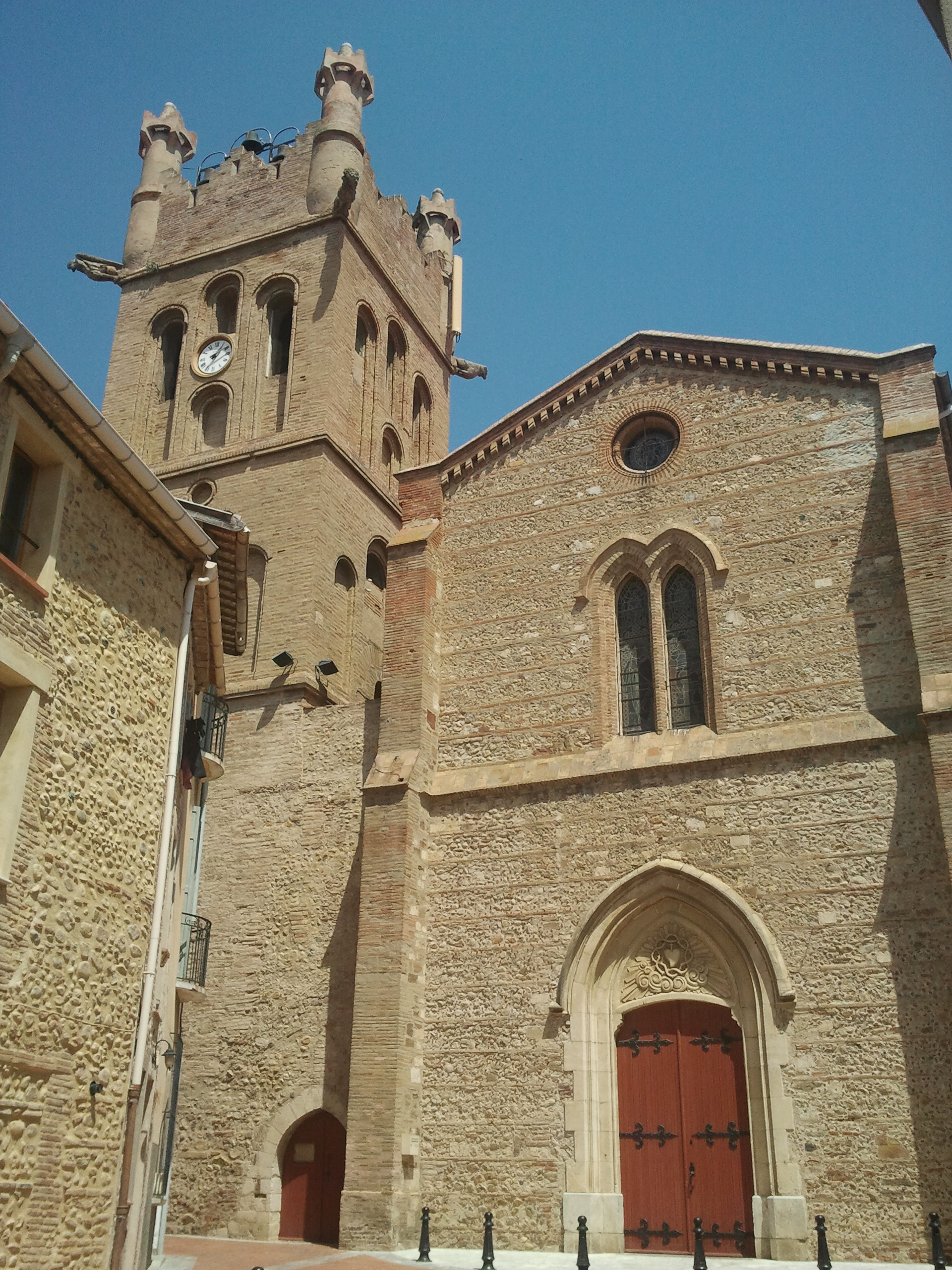
Église Saint-Marcel de Villelongue-de-la-Salanque
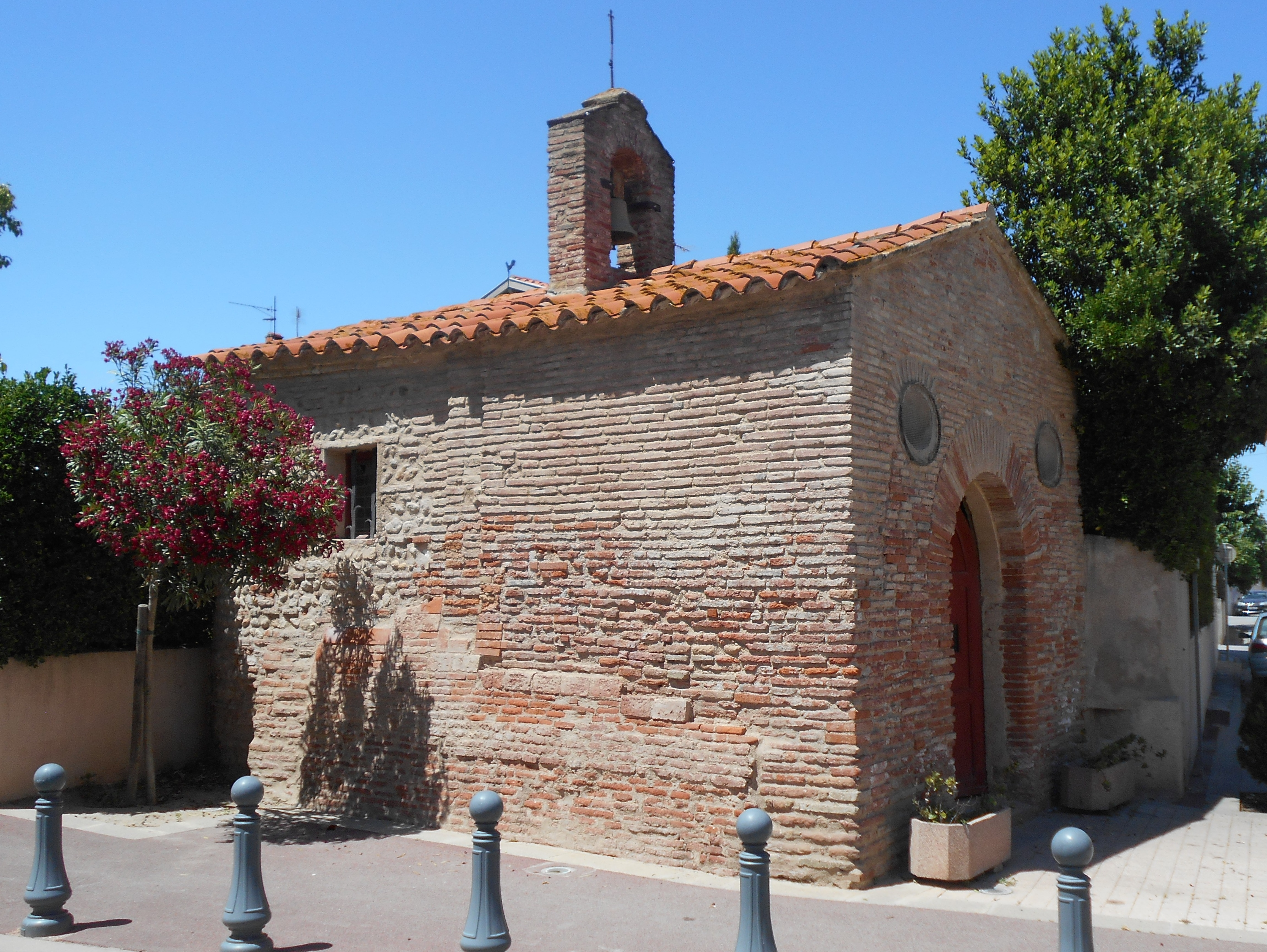
Chapelle Saint-Sébastien de Villelongue-de-la-Salanque

### Personnalités liées à la commune
- Miquel Aymar (?-1894) : religieux et écrivain mort à Villelongue, traducteur officiel en catalan de la bulle Ineffabilis de 1854, publiée à Perpignan en 1889 et auteur de la Novena de Sant Josep Patró de la Bona mort ;
- Sasha Stone (1895-1940) : photographe allemand ayant vécu à Villelongue en 1940[46] ;
- André Tourné (1915-2001) : homme politique né à Villelongue ;
- Jean Serre (1936-1989) : joueur de rugby à XV, né à Villelongue, champion de France en 1955 avec l'USAP ;
- Joan-Pere Pujol (1946-) : écrivain, auteur de plusieurs livres concernant l'occultisme et le catalanisme, a été secrétaire de mairie à Villelongue[47] ;
- Michel Azama (1947-) : écrivain et dramaturge français, né à Villelongue ;
- David Marty (1982-) : rugbyman international, a débuté au club de Villelongue ;
- Joueur du Grenier (1982-) : Youtuber français[pourquoi ?].

### Héraldique
| Blason de Villelongue-de-la-Salanque | Blason  | Fascé vivré d'azur et d'or de huit pièces.       |
| Blason de Villelongue-de-la-Salanque | Détails | Le statut officiel du blason reste à déterminer. |